# マト・ヤヤロ
マト・ヤヤロ（Mato Jajalo (ボスニア語発音: [mâːto jǎjalo]、 1988年5月25日 - ）はボスニア・ヘルツェゴヴィナのサッカー選手。ポジションはミッドフィールダー。

## 経歴
ボスニア・ヘルツェゴビナ紛争の影響を受け、1990年に10歳の時に家族とドイツへ亡命し、11歳の時に再びクロアチアに戻る。
2009年6月、SSローブル・シエーナに加入した。
2010年7月、1.FCケルンに期限付き移籍。翌年に買取オプションを行使された。
2014年6月、HNKリエカに移籍した。
2015年1月28日、USチッタ・ディ・パレルモに加入した。1年半後にクラブはセリエBに降格するも残留した。
2019年6月11日、パレルモが財政難で4部に降格したこともありウディネーゼ・カルチョと3年契約を結んだ。
2023年1月、ヴェネツィアFCに移籍した。

### 代表歴
2014年11月12日にアルゼンチン代表との親善試合でクロアチア代表デビューしている。しかし2016年3月に生まれ故郷であるボスニア・ヘルツェゴビナ入りを選択した。